# Laura Conejero
Pour les articles homonymes, voir Conejero.
Laura Conejero, née le 8 septembre 1966 à Barcelone, est une actrice de cinéma, de télévision et de théâtre espagnole.

## Filmographie
- 1989 : Pont de Varsòvia
- 1990 : ¡1990! (téléfilm)
- 1991 : Les tres germanes (téléfilm) : Irina
- 1994 : Poblenou (es) (série télévisée) : Esther Giralt / Mònica
- 1996 : L'hostalera (téléfilm) : Mirandolina
- 1996 : Estació d'enllaç (série télévisée)
- 1996 : El amor perjudica seriamente la salud : María José
- 1996-1997 : Sitges (es) (série télévisée) : Irene Miravent
- 1998 : Carícies : Dona jove
- 1998 : Atilano, presidente : Sol Montes
- 2000 : Crims (série télévisée)
- 2000 : Periodistas (série télévisée) : Pilar
- 2000 : Nosotras : Leo
- 2002 : Psico express (série télévisée) : Susa
- 2001-2002 : Des del balcó (série télévisée) : Judit
- 2002 : Gossos (téléfilm) : Eva
- 2002 : La vida de nadie : Tina
- 2003 : Sara (téléfilm) : Sara
- 2004 : Majoria absoluta (série télévisée) : Totón
- 2004 : Febrer : Sela
- 2005 : Ventdelplà (série télévisée) : Marga Ribes
- 2006 : Retrouver Sara (téléfilm) : Marina
- 2006 : Chapapote... o no (téléfilm) : Anna
- 2006-2007 : Mar de fons (es) (série télévisée) : Susanna Revert
- 2009 : Bullying : Júlia
- 2009 : Eloïse : la mère
- 2010-2011 : Infidels (série télévisée) : Mariona Gàmiz Rubio
- 2011 : Barcelona, ciutat neutral (série télévisée) : Teresa
- 2013 : El hambre (court métrage)
- 2015 : Twice Upon a Time in the West : Laura
- 2011-2016 : La Riera (série télévisée) : Judit Pla Orús